# Заклязьменский
Заклязьменский — посёлок в составе муниципального образования город Владимир Владимирской области России.

## География
Посёлок расположен в 5 км на юго-восток от города Владимира.

## История
В 1965 году посёлок Госконюшни Пригородного сельсовета Суздальского района был переименован в посёлок Заклязьменский.
С 2005 года посёлок вошёл в состав муниципального образования город Владимир.

## Население
| 2002 | 2010  | 2021  |
| ---- | ----- | ----- |
| 1420 | ↘1373 | ↘1131 |

## Инфраструктура
В посёлке имеются жилой комплекс «Заречье-парк» и «Зеленый берег», коттеджный посёлок «Усадьба за Клязьмой», Конноспортивная школа, детский сад № 104 «Сосенка».

## Экономика
В посёлке находится ГБУ ВО «Государственная заводская конюшня «Владимирская».